# مقاطعة بختهكار
مقاطعة بختهكار (بالإنجليزية: Pakhtakor District)‏ هي مقاطعة تقع في أوزبكستان في ولاية جيزك. يقدر عدد سكانها بـ 58,900 نسمة ومساحتها 380 كم2 .